# Публий Корнелий Лентул Кавдин
Вижте пояснителната страница за други личности с името Публий Корнелий Лентул.
Публий Корнелий Лентул Кавдин (на латински: Publius Cornelius Lentulus Caudinus) е сенатор и политик на Римската република през 3 пр.н.е.
Публий произлиза от клон Лентули на фамилията Корнелии. Син е на Луций Корнелий Лентул Кавдин (консул 275 пр.н.е.) и брат на Луций Корнелий Лентул Кавдин (консул 237 пр.н.е.).
През 236 пр.н.е. той е избран за консул заедно с Гай Лициний Вар. Брат му през същата година e цензор. Публий се бие успешно против лигурите и е награден с триумф.
Неговият син Публий е също сенатор.